# 肉食動物
肉食動物（にくしょくどうぶつ、Carnivore）は、食性による動物の分類のひとつであり、動物起源の食物を主に摂取する動物である。類義語に捕食者（Predator）がある。

## 食物

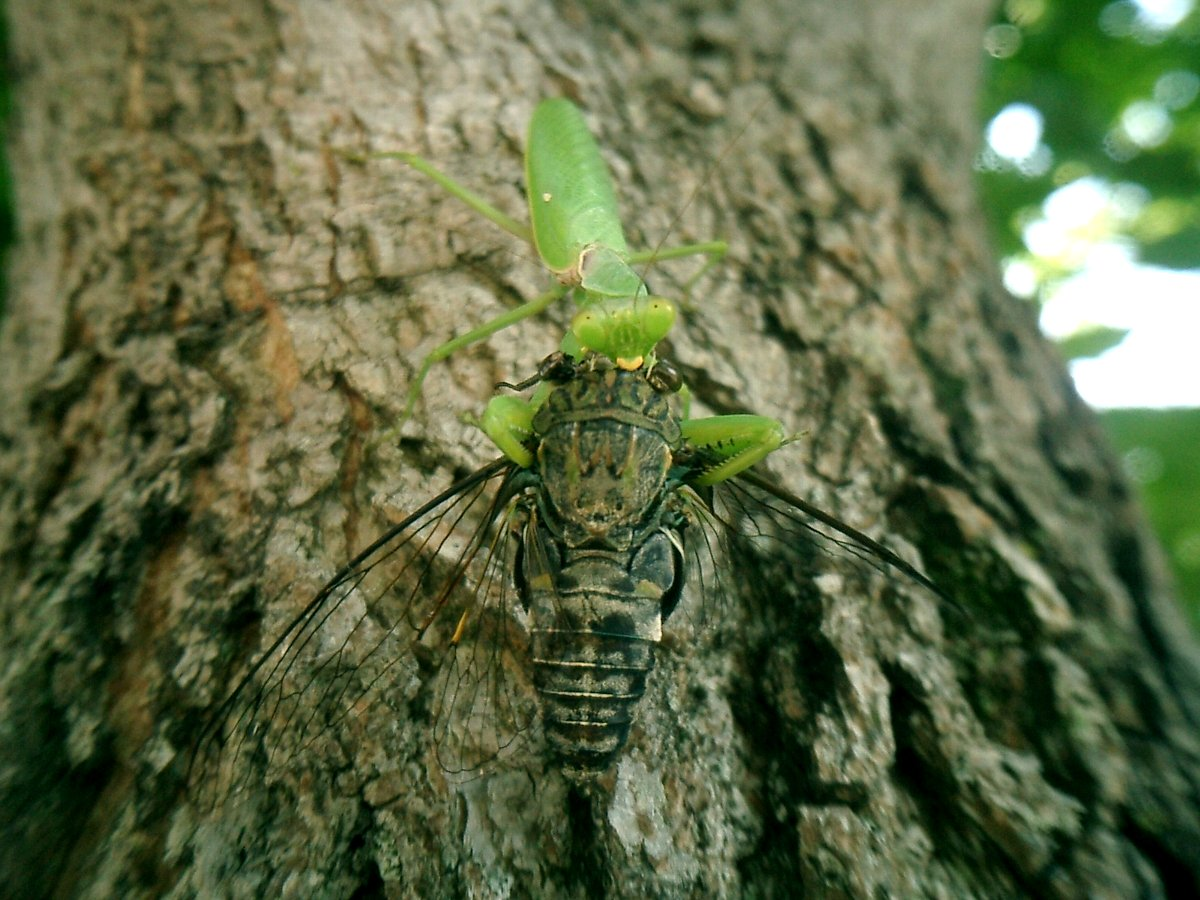
カマキリも肉食動物である

肉食動物は生きている動物を食べる（carnivorous）動物である。
「動物」という語も誤解されやすく、その結果「肉食動物」という語も誤解されやすいが、肉食動物は、「特に他の恒温動物を捕殺してその「肉」を摂食する動物」という意味ではない。肉食動物は、動物体あるいはそれに由来するものを食べる動物食性（zoophagous）のうち、生きている動物を食べる（carnivorous）動物のことを言う。より狭義には生きている動物を殺して食べる（predatory）動物（捕食者）を指す。例えばモグラ類もアリクイ類もカワウソ類もペリカン類も肉食動物に分類される。
食物連鎖では二次消費者以上の高次消費者となる。
草食動物の食べる植物質と比較して消化吸収の容易な肉や内臓、骨などを摂食するため、胃や腸などの消化器官自体の構造は単純であるが、食物に脂肪が多く含まれるので、胆汁の分泌などの脂肪の利用に必要な形質は発達している。栄養素の面からも、自分自身とよく似た生物を食べるのだから、比較的不足なく摂取できる。塩分に関しても、獲物の肉や血液に入っている塩で足りている。
肉食に偏っている場合、摂取栄養がタンパク質と脂肪に偏り、同じく三大栄養素のひとつである糖分の摂取が不足することになる。猫のような肉食動物は、糖新生の酵素活性が高く、タンパク質から分解されて得られた糖原性アミノ酸から糖新生を行って体内で必要な糖分を生成している。

## 興亡
古くは古生代のアノマロカリスのような節足動物から、今日のオオカミのような哺乳類まで、地球の歴史には様々な肉食動物が登場してきた。そのうち少なくない種が狩りをする捕食者であると同時に死肉を漁るスカベンジャーであり、また他者から獲物を奪う横取り屋でもあった。例えばライオンは優秀な狩人であるが、チャンスさえあれば積極的にチーターの獲物を奪い取っている。

## 食物の獲得
肉食動物が苦労しなければならないのは、むしろ餌の入手である。相手が動物であれば、なにかしらの運動性をもち、逃走や待避、防御、時には肉食動物への反撃といった行動を取るものがほとんどであり、肉食動物が草食動物の返り討ちに遭うことも珍しくない。肉食動物は、それらを越える探索能力や捕獲能力を発達させなければならない。当然食われる方も逃走や防御、反撃の能力を発達させるので、一種のいたちごっこ状態が生じる可能性がある。そこに赤の女王仮説が成立する土台がある。
多くの肉食動物は食べる獲物が時と場合によって異なり、たとえ同じ種類の動物であっても成体、若年個体、老年個体、病体、傷体、時として死体と、様々となる。
代表例はアフリカのライオンとゾウや、ガラパゴス諸島のガラパゴスノスリとウミイグアナの関係がある。どちらも成長しきれば捕食者の餌食とならないが、幼体は時として襲われて命を落とすことがある。
餌のとらえ方は、大きくは探索-捕獲と進む追跡型と、待ち伏せ型とがある。もちろん両方の間にはさまざまな中間がある。
また、自ら獲物となる動物を狩猟の形で殺害・捕獲するのではなく、他の動物が捕食した・あるいは寿命や疾病・負傷などで死亡した動物を食べる動物もいる。これらは「スカベンジャー」（→腐肉食）と呼ばれる。スカベンジャーは自ら動物を追い回し捕らえる苦労が無い代わりに、広い範囲を行動して狩りをする動物の食べ残しや傷病死した動物の死骸を探さなければならない。

## 生物濃縮
これら動物は、他の動物を捕食することで、その捕食された動物が摂取した栄養素を二次的に利用する。この場合、骨や内臓も食べることになるため、それらに蓄積された栄養素も消化・吸収する。しかしその一方で、尿や汗によって体外に排泄されにくいために、これら被捕食動物の体に蓄積された脂溶性の汚染物質も吸収することになる。したがって、有害物質などが被捕食動物よりも高濃度で蓄積し、より大きな被害が出る場合もある（生物濃縮）。近年では一部地域で、これら食物連鎖による高濃度な公害による汚染によって、野生肉食動物の絶滅が危惧されている所もある。
捕食することでその餌動物から特殊能力を受け取る例もある。ウミウシの仲間には餌にする海綿動物などの動物の持つ毒物を体内に取り込んで、自分が魚などに食べられないための防御に用いるものが多いが、なかでもミノウミウシ類は刺胞動物を餌として、その時に餌のもつ刺胞を壊さずに取り込み、自分の背面などに保持して、自己防衛に使う。また嚢舌類と呼ばれるウミウシの仲間は緑藻類に属する海藻の細胞の中身を吸引して餌にしているが、そのとき葉緑体は消化せずに生きたまま背面にある細胞に取り込み、光合成をさせて活動に必要な栄養素を獲得している。餌に含まれる毒素の利用は昆虫でもよく知られており、マダラチョウ科のチョウの多くは幼虫時代に食草から取り込んだ毒物によって鳥に食べられにくくなっている。

## 人間の食料として
牧畜や狩猟があまり盛んでない地域の人間は、その食習慣において、内臓をあまり好んで食べないので、これらの濃縮された汚染にさらされずに済んではいるが、食文化により内臓を調理して食べる場合には、注意が必要とされている。哺乳類の内臓の食習慣が余り一般的ではない日本でも、魚の内臓、特に高次消費者であるマグロなどの利用は同様の意味で注意が喚起されている。また肉食動物の肝臓には、高濃度のビタミンAが含まれるが、雑食動物である人間が肉食動物の肝臓を食べると、少量でビタミンA過剰摂取の危険もあるため、一般的には肉食動物の肝臓は食用に適さないとされている。実例として、ホッキョクグマの肝臓を多く摂取すると、ビタミンAの過剰症を起こすことが知られている。
肉食動物は活発に活動する関係から、スジが多く肉が臭いと言われているが、きちんと調理することで臭みが抑えられる。また鳥類や爬虫類の肉食動物では、味が淡白とされる。しかし寄生虫をもっていることも多いため、よく加熱調理しなければならない。

### 深海での肉食化
海には濾過摂食を行う動物群が多く存在するが、それらの中で深海を生息域とするものに肉食性に変化したものが見られる。例えばホヤ類では入水孔が大きく広がってより大きな餌が取れるようになっているオオグチボヤなど、海綿動物では骨片が外に突出して小型動物を引っかけて食べるようになった肉食性カイメンと呼ばれるものがある。これらは深海では懸濁物が少ないことで餌の範囲を広げたものと考えられる。